# Liên minh bàn tròn Thống nhất Dân chủ
Liên minh bàn tròn Thống nhất Dân chủ (tiếng Tây Ban Nha: Mesa de la Unidad Democrática, MUD) là một liên minh bầu cử bao gồm những đảng chính trị trung tâm, trung tả, cánh tả, và một vài trung hữu của Venezuela. Liên minh này được thành lập vào tháng 1 năm 2008 để thống nhất các phe đối lập với Đảng Xã hội Chủ nghĩa Thống nhất Venezuela của cố tổng thống Hugo Chávez trong cuộc bầu cử quốc hội Venezuela 2010.

## Bầu cử quốc hội Venezuela 2010
Trong cuộc bầu cử quốc hội Venezuela vào tháng 9 năm 2010, đảng MUD đã đạt được khoảng 47% số phiếu toàn quốc; tuy nhiên họ chỉ giành được 64 ghế (trong số 165). Đảng nắm quyền, Đảng Xã hội Chủ nghĩa Thống nhất Venezuela (PSUV), tuy chỉ được 48% số phiếu nhưng đạt được 98 ghế quốc hội, trong khi đảng Patria Para Todos (PPT) chỉ được 2 ghế.

## Bầu cử quốc hội Venezuela 2015
Trong kỳ bầu cử quốc hội Venezuela vào ngày 6 tháng 12 năm 2015 MUD đã thắng cử giành được 112 ghế trong số 167, tức là 2/3 số ghế quốc hội. Nhiệm kỳ của tổng thống Maduro tuy nhiên vẫn kéo dài tới 2019.,
Sau chiến thắng của ứng cử viên bảo thủ Mauricio Macri tại cuộc bầu cử tổng thống ở Argentina vào tháng 11, việc thắng cử của liên minh đối lập ở Venezuela xác nhận cái khuynh hướng, thời kỳ mà các chính phủ xã hội chủ nghĩa chiếm đa số ở các nước châu Mỹ Latin đã bắt đầu chấm dứt.